# Королева скота из Монтаны
«Королева скота из Монтаны» (также иногда как Скотопромышленница из Монтаны) (англ. Cattle Queen of Montana) — американский вестерн 1954 года. Одну из главных ролей сыграл будущий Президент США Рональд Рейган.

## Сюжет
XIX век, Дикий Запад. Молодая привлекательная девушка Сьерра-Невада Джонс и её отец перегоняют стадо из Техаса в свои новые владения в штате Монтана. Об этом они мечтали очень долго и сейчас наслаждаются спокойствием и красотой новых мест. Внезапно они подвергаются нападению разбойника-индейца Начакоа и его людей из племени черноногих. Индейцы распугивают скот и убивают отца девушки. Выясняется, что Начакоа пошёл на это для другого скотовладельца, Тома Маккорда, который заплатил ему за это. Сьерру-Неваду находит молодой вождь племени черноногих, Колорадос, непохожий на обычных индейцев. Он помогает девушке вернуть землю и скот, принадлежащие ей.

## В ролях
- Барбара Стэнвик — Сьерра-Невада Джонс, скотопромышленница
- Рональд Рейган — Фаррелл
- Джин Эванс — Том Маккорд, скотопромышленник
- Ланс Фуллер — Колорадос, вождь черноногих
- Энтони Карузо — Начакоа, индеец
- Джек Элам — Йост
- Ивет Дугай — «Звёздный Свет», индианка
- Моррис Анкрум — «Папаша» Джонс
- Чабби Джонсон[англ.] — Нэт Коллинс
- Майрон Хили — Хэнк
- Родд Редуинг[англ.] — Поухани, индеец
- Пол Бирч[англ.] — полковник Каррингтон
- Байрон Фолджер — сотрудник офиса
- Бёрт Мастин — Дэн
- Майрон Хили — Хэнк

В титрах не указаны
- Ральф Сэнфорд — продавец в магазине
- Гленн Стрейндж — индейский вождь

## Факты
- Постер фильма можно увидеть в фильме «Назад в будущее». Действие того эпизода происходит 5 ноября 1955 года, премьера «Королевы…» состоялась 18 ноября 1954 года.
- Роль Фаррелла первоначально предлагалась Роберту Митчему, но тому не приглянулся сценарий, и в итоге она досталась Рональду Рейгану.
- Натурные съёмки проводились в штате Монтана, именно там, где и происходит действие ленты, в Ледниковом национальном парке. Режиссёр нанял для съёмок группу индейцев из племени черноногих. Все они оказались весьма состоятельными людьми, и многие приехали на съемки на своих собственных Кадиллаках. Специально для фильма они построили настоящий индейский лагерь своего племени.
- Барбара Стэнвик впечатлила черноногих тем, что отказалась от услуг дублёрши, в частности, в сцене купания (в ледяной воде). За это индейцы приняли её в своё племя и на ритуальном обряде дали имя «Принцесса Многих Побед».